# Cynandra opis
Cynandra opis är en fjärilsart som beskrevs av Dru Drury 1773. Cynandra opis ingår i släktet Cynandra och familjen praktfjärilar. Inga underarter finns listade i Catalogue of Life.